# BND-Liegenschaft in Pullach

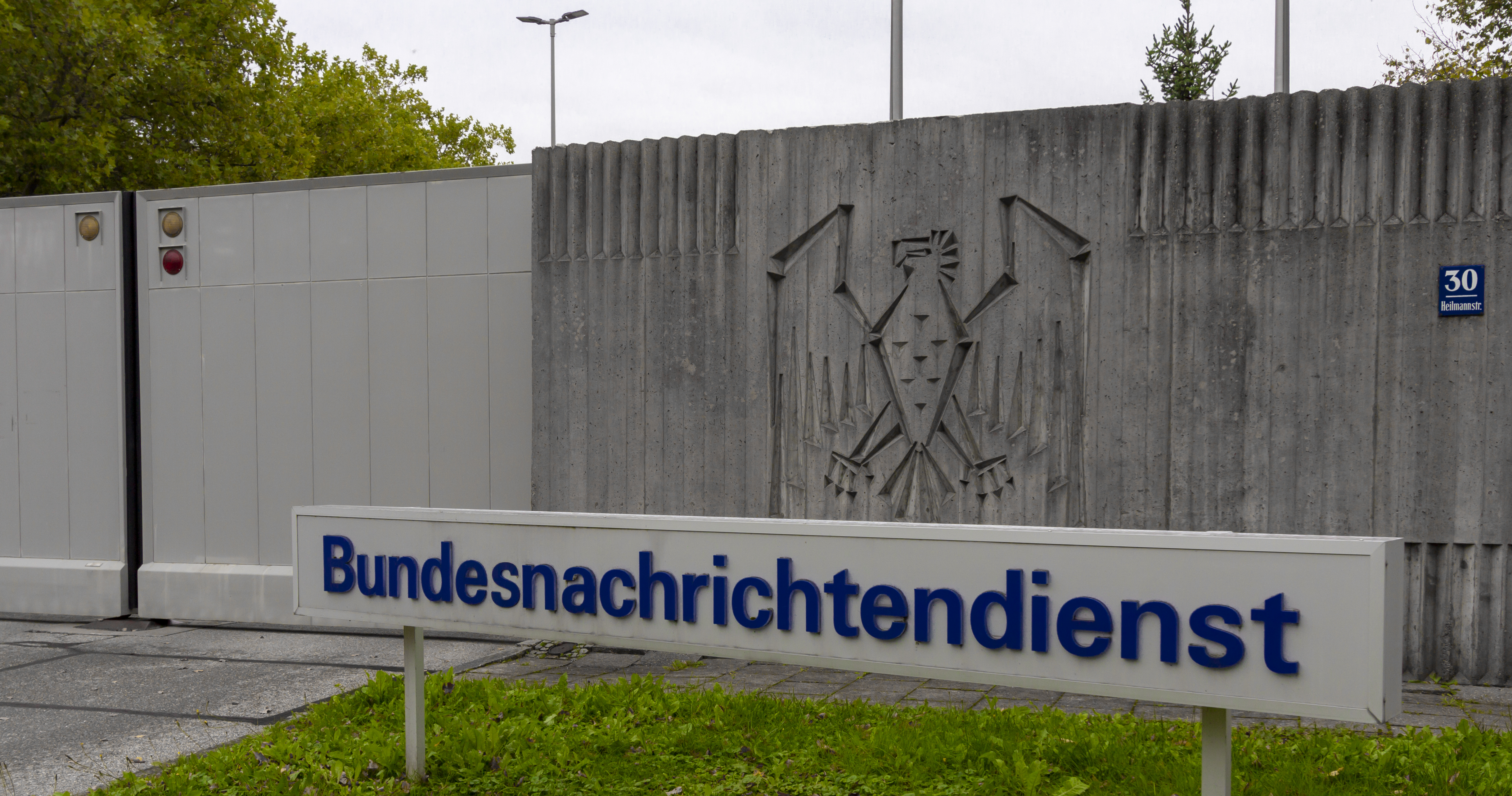
Haupttor zum BND-Gelände in Pullach

Die BND-Liegenschaft in Pullach (auch Ehemalige BND-Zentrale oder Camp Nikolaus) südlich von München war von der Gründung des Bundesnachrichtendienstes (BND) am 1. April 1956 bis zu ihrer offiziellen Verlegung nach Berlin am 8. Februar 2019 der Sitz des deutschen Auslandsnachrichtendienstes. „Pullach“ wurde teilweise als Synonym für den Bundesnachrichtendienst gebraucht.

## Beschreibung
Die weitläufige, 68 Hektar große Liegenschaft in Pullach ist von einer hohen Mauer umgeben und wird durch die Heilmannstraße in einen westlichen alten und einen östlichen neuen Geländeteil geteilt. Unter der Heilmannstraße verbindet je ein Straßen- und ein Fußgängertunnel beide Areale. Geprägt ist das Gelände vom Kontrast zwischen idyllischer Natur und nüchternen Zweckbauten.
Der Präsident des BND hatte sein Büro im ehemaligen Schlafzimmer Martin Bormanns in der Präsidentenvilla, welche auch einen Bunker besaß. Die Villa wurde auch „Doktorhaus“ genannt, weil der erste Präsident Reinhard Gehlen den Dienstnamen „Dr. Schneider“ führte. Daneben verfügte der Präsident auf dem neuen Geländeteil über einen Bungalow mit Übernachtungsmöglichkeit.
Die frühen BND-Mitarbeiter wohnten abgeschottet auf dem Gelände. Es gab dort Schulen, einen Kindergarten, Läden, einen Friseur und einen Schneider. Noch 2014 waren auf dem Gelände eine Autowaschanlage, ein Zwinger für Wachhunde, ein Kampfsport-Übungsraum, zwei Tennisplätze mit Clubhaus, ein Heizkraftwerk, ein Kinosaal, Chemielabore, eine ehemalige Tankstelle, ein Sanitätsbereich, eine Bibliothek und ein Schießstand (im ehemaligen Bunker „Hagen“). Teile der in den 1970er Jahren errichteten Gebäude verfügten über Luftschutzbunker. Das alte Lagezentrum befand sich im Haus 110 auf dem neuen Geländeteil.

## Vorgeschichte
Ein Teil des Geländekomplexes (westlich der Heilmannstraße) war in den Jahren 1936 bis 1938 als „Reichssiedlung Rudolf Heß“ für die Mitarbeiter der NSDAP errichtet worden. Auf der Liegenschaft befand sich auch das ehemalige Führerhauptquartier Siegfried.
Bereits am 6. Dezember 1947 hatte der BND-Vorläufer Organisation Gehlen, von Oberursel (Camp King) kommend, die Liegenschaft in Pullach an der Heilmannstraße bezogen und zu seiner Zentrale gemacht. Aufgrund dieses Datums wurde sie auch „Camp Nikolaus“ oder „Objekt Nikolaus“ genannt. Der Umzug wurde von Henning Wilcke geleitet.

## Öffnung im Jahr 1996
Erst seit einer Öffnung des Dienstes 1996 unter Präsident Hansjörg Geiger stand an der Zufahrt eine Tafel mit der Bezeichnung „Bundesnachrichtendienst“. Vorher gab es eine Beschriftung „Behördenunterkunft“. Eine weitere Tarnbezeichnung für die Liegenschaft war „Bundesvermögensverwaltung, Abteilung Sondervermögen, Außenstelle München“.

## Verlegung der Zentrale und Verkleinerung der Liegenschaft
Der Bundestag fasste 2002 den Beschluss, den BND komplett von Pullach nach Berlin zu verlegen. Die Bundesregierung gab jedoch Anfang 2006 dem Drängen der CSU, insbesondere ihrem Vorsitzenden Edmund Stoiber, nach und beauftragte einen BND-Umzugsausschuss (unter Kanzleramtschef Thomas de Maizière), die Standortverlegung neu zu prüfen. Es folgte der Entschluss, den Standort Pullach zu erhalten. Nachdem die Liegenschaft nicht mehr als Zentrale dient, soll sie wesentlich verkleinert und unter anderem das ehemalige Reichssiedlungs-Areal westlich der Heilmannstraße komplett geräumt werden. Die nicht unter Denkmalschutz stehenden, aufgegebenen Gebäude sollen zum Großteil abgerissen werden. Für die Teile der Liegenschaft, die künftig nicht mehr vom Bundesnachrichtendienst benötigt werden, prüft die Bundesanstalt für Immobilienaufgaben, ob anderweitiger Bundesbedarf (auch für Wohnungsfürsorgezwecke) vorliegt. Sofern Liegenschaftsteile dauerhaft für Zwecke des Bundes entbehrlich sind, erfolgt deren weitere Verwertung. Durch den im Großraum München stark angespannten Wohnungsmarkt sollen Potenziale für Wohnnutzungen am Standort der BND-Liegenschaft in Pullach bestmöglich aktiviert werden. Nach Freigabe der BND-Liegenschaft in Pullach wird in enger Abstimmung mit der planrechtgebenden Kommune und unter Berücksichtigung des Denkmalschutzes geprüft werden, durch wen und in welchem Umfang eine Weiternutzung der Bestandsgebäude, der Umbau zu Wohnzwecken oder gegebenenfalls Nachverdichtungen mit Wohnungsneubauten möglich sind.

## Heutige Nutzung

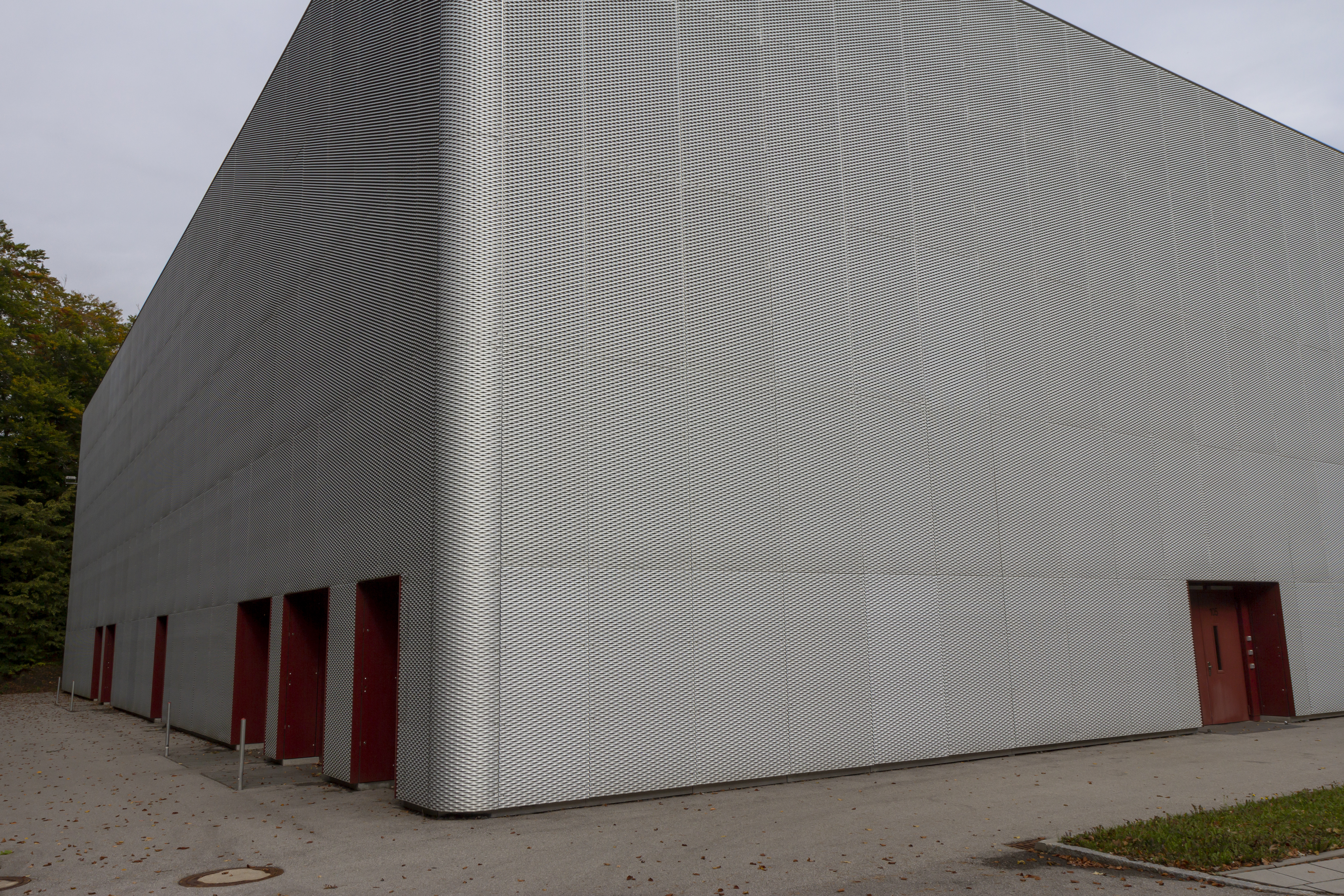
Gebäude des BND-Rechenzentrums

Der Bundesnachrichtendienst unterhält in Pullach dauerhaft eine Außenstelle. Dort betreibt er das „Zentrum Technische Aufklärung“. Die 1.020 in Pullach verbleibenden Dienstposten gehören hauptsächlich zur Abteilung Technische Aufklärung (TA).